# Carmen Carrera
Pour les articles homonymes, voir Carrera.
Carmen Carrera, née le 13 avril 1985 à Elmwood Park, est une personnalité de la téléréalité, modèle, artiste burlesque et actrice américaine, connue pour son apparition dans la troisième saison de RuPaul's Drag Race, ainsi que pour dans sa série dérivée Drag U.

## Biographie
Carrera est née à Elmwood Park, dans le New Jersey,,. En 2011, elle apparaît dans la troisième saison de l'émission RuPaul's Drag Race. Carrera est la deuxième concurrente de l'histoire de l'émission (après Shangela dans la saison 3) à rejoindre le casting après avoir été éliminée et, avec Raja, Manila Luzon et Delta Work, fait partie de la clique connue sous le nom de « Heathers » , qui tire son nom du film de 1988, Fatal Games. Dans l'épisode 10, « RuPaul-a-Palooza », Carrera est éliminée pour sa performance alors qu'elle lip-sync sur une reprise reggae de la chanson Superstar de RuPaul. Les juges Michelle Visage, Santino Rice (en) et Billy Brasfield votent en faveur de la réinvitation de Carrera dans la compétition lors de l'épisode 12, « Jocks in Frocks ». Par la suite, Carrera est de nouveau éliminée lors de cet épisode.
Le numéro de novembre 2011 de W présente une série de produits fictifs dans des publicités de style réaliste dans le cadre d'un projet artistique global. Carrera est présentée dans la série en tant que visage du parfum fictif La Femme. En 2011, Carrera, ainsi que Manila Luzon et Shangela, trois concurrentes de Drag Race, participent à une publicité télévisée pour le site Web consacré aux voyages, Orbitz.
Carrera participe activement à la sensibilisation et au militantisme face au SIDA. Après avoir été présentée dans une annonce de Gilead Sciences intitulée « Red Ribbon Runway » avec ses co-stars de Drag Race, Manila Luzon, Delta Work, Shangela Laquifa Wadley et Alexis Mateo (en) sa robe est vendue aux enchères par Logo en lors de la Journée mondiale de lutte contre le sida. Les recettes de la vente aux enchères sont reversées à l’Association nationale des personnes atteintes du sida.
Carrera apparaît comme un « professeure de drag » dans deux épisodes de la deuxième saison de RuPaul's Drag U. Dans l'épisode « 80s Ladies », elle offre à la chanteuse Stacey Q un relooking stimulant. Carrera apparaît aussi dans le clip de l'artiste Lovari pour la chanson « Take My Pain Away ».
Dans un épisode de l'émission d'ABC , Primetime: What Would You Do ? diffusé le 4 mai 2012, Carrera joue le rôle d'une serveuse trans travaillant dans un restaurant du New Jersey. Un acteur jouant un client dénigre le personnage de Carrera en critiquant une expérience passée où il l'a servi en tant qu'homme, incitant d'autres clients à la défendre. Ce programme est également la première occasion pour Carrera de se révéler publiquement comme une femme trans.

Le 11 juin 2012, Carrera joue dans un épisode de la série de TLC Cake Boss, « Bar Mitzvah, Beads & Oh Baby! », dans lequel elle participe inconsciemment à une blague impliquant "Cousin Anthony" Bellifemine, le cousin de "Cake Boss" Buddy Valastro, à qui on arrange un rendez-vous avec Carrera. Valastro répond à Bellifemine que « ...c'est un homme, bébé! ». Carrera, toutefois, accepte initialement de participer au programme pour promouvoir l'égalité des personnes trans, sans savoir qu'elle serait impliquée dans une blague. À la suite de la diffusion de l'épisode, Carrera s'est plainte de la situation sur Facebook : 

« By calling me a 'MAN' promotes ignorance and makes it ok to call transgender women, men. PEOPLE GET BULLIED, BEAT UP, AND KILLED FOR BEING TRANS BECAUSE OF THIS IGNORANCE! ... I made it VERY clear to the producers on how to use the correct wording before agreeing to filming this but instead they chose to poke fun and be disrespectful. That's not what Im [sic] about! ... I may not have been born a woman, but im [sic] NOT a man. I told them I wouldn't mind if they said 'born male' or 'was a male'. After taking this journey it's not fair at all to be lied to by the producers,. »

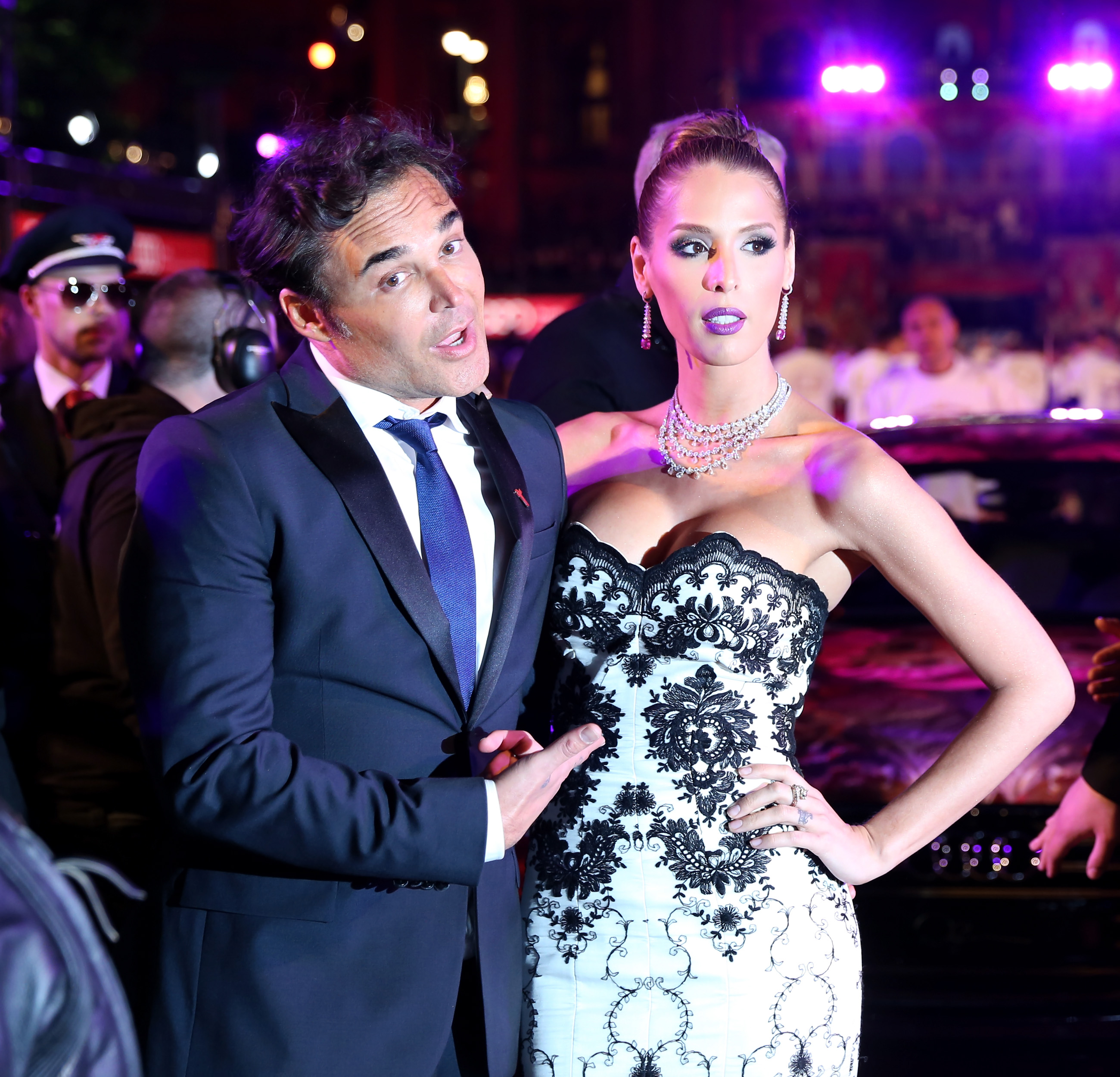
Carrera avec David LaChapelle au Life Ball 2014

Valastro s'est ensuite excusée pour l'incident, disant que 
 Je dois des excuses à l’ensemble de la communauté LGBT. Je n’avais absolument pas l’intention de la contrarier ou de la vexer, ni d’aucune personne de la communauté, et j’ai eu tort d’utiliser les mots que j’ai utilisés. Je suis un partisan des droits et de l'égalité des homosexuels et, bien que je regrette cette situation et le choix de mes mots, je suis reconnaissant d'avoir reçu ce retour d'information et l'opportunité d'apprendre de cette erreur. J'espère que Carmen accepte mes regrets les plus sincères. 
 Le lendemain, le 12 juin 2012, TLC annonce que l'épisode « Bar Mitzvah, Beads & Oh Baby! » est retiré de leur site de replay indéfiniment ; la chaîne dit avoir l'intention de rééditer l'épisode pour une diffusion ultérieure.
Une pétition sort, demandant que Carrera serve de modèle lors du Victoria's Secret Fashion Show 2013, mais malgré la couverture médiatique et les 45 000 signatures, cela n'aboutit pas. En 2015, une nouvelle pétition obtenant 50 000 signatures est publiée mais, là encore, Carrera n'est pas embauchée par Victoria's Secret.
En mars 2014, Carrera critique ouvertement RuPaul pour son utilisation du terme péjoratif « shemale » lors d'un épisode RuPaul's Drag Race. Elle continue de critiquer RuPaul lorsque la question est de nouveau soulevée en 2015, après que Logo ait retiré le jeu « Female or SheMale » de Drag Race, ce qui incite RuPaul à défendre l'utilisation du mot « tranny ». Les protestations incessantes de Carrera conduisent d'autres personnes à la critiquer, disant qu'elle « mord la main qui l'a nourri ». Carrera répond que même si elle apprécie la possibilité qu'elle a eu de participer à Drag Race, elle a finalement gagné son statut de star grâce à ses efforts et à ceux de son agent, de ses amis, de ses fans et de sa famille, et qu'elle n'est pas obligée de soutenir l'utilisation du langage transphobe de RuPaul. Lorsqu'il réédite ses propos transphobes en 2018, Carmen Carrera le critique une nouvelle fois et est rejointe par Gia Gunn, une autre ancienne participante de Drag Race ayant aussi transitionnée après l'émission,.
Carrera est présente dans les travaux du photographe David LaChapelle. Elle pose pour une affiche pour Life Ball, avec des organes génitaux masculins et féminins pour représenter le flou de l'identité sexuelle,.
En 2014, Carrera est incluse dans la liste annuelle des « 40 under 40 » du magazine Advocate et fait une apparition dans le premier épisode de Jane the Virgin.
Toujours en 2014, Carrera figure sur la couverture de l'édition du cinquième anniversaire du magazine C☆NDY aux côtés de treize autres femmes transgenres : Janet Mock, Laverne Cox, Geena Rocero, Isis King, Gisele Alicea, Leyna Ramous, Dina Marie, Nina Poon (eu), Juliana Huxtable, Niki M'nray, Peche Di (en), Carmen Xtravaganza et Yasmine Petty (en).

## Vie privée
Carrera est dans un partenariat domestique avec Adrian Torres depuis 2009, mais elle annonce en 2013 leur séparation,. En 2015, les deux sont de nouveau ensemble, recevant des conseils en matière de relations tout en étant filmés pour l'émission de télévision Couples Therapy. Ils se marient le 10 juin 2015, lors du tournage de l'émission, qui est diffusée lors de la finale de la saison le 9 décembre 2015.
Carrera s'identifiait comme un homme gay et continue à se présenter comme tel lors du tournage de la troisième saison de RuPaul's Drag Race, mais entame sa transition à la fin du tournage. Elle est d'origine portoricaine et péruvienne,.